# Paramorpha aquilana
Paramorpha aquilana is een vlinder uit de familie van de Carposinidae. De wetenschappelijke naam van de soort is voor het eerst geldig gepubliceerd in 1881 door Meyrick.